# 윈저 데이비스

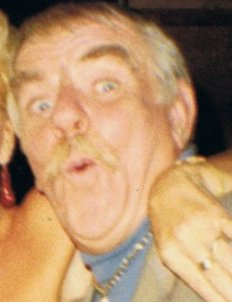

윈저 데이비스(Windsor Davies, 1930년 8월 28일 ~ 2019년 1월 17일)는 영국의 텔레비전 배우, 배우, 가수, 영화배우, 연극 배우이다.

## 영화
- 허영의 시장 (1998년)
- 안녕 KGB (1976년)
- 끝없는 밤 (1972년)
- 프랑켄슈타인 죽이기 (1970년)
- 패밀리 웨이 (1966년)
- ABC 살인사건 (1965년)
- 맥긴티 부인의 죽음 (1964년)
- Z 카스 (1962년)
- 코로네이션 스트리트 (1960년)